# بینوواتس
بینوواتس (به صربی: Binovac) یک منطقهٔ مسکونی در صربستان است که در اسمدرفو واقع شده‌است. بینوواتس ۴۲۸ نفر جمعیت دارد و ۱۲۶ متر بالاتر از سطح دریا واقع شده‌است.